# فرنسيس دي بوارنيه
فرنسيس دي بوارنيه (بالفرنسية: Fanny de Beauharnais)‏ (4 أكتوبر 1737، باريس في فرنسا - 2 يوليو 1813، باريس في فرنسا)؛ كاتِبة وشاعرة فرنسية.